# مقاطعة لوبومبو
مقاطعة لوبومبو هي واحدة من أربع مقاطعات إسواتيني، وتقع شرق البلاد. وتبلغ مساحتها 5,947 كم ² من ويبلغ عدد سكانها 194,217 نسمة في عام 2010. عاصمتها هي مدينة سيتيكي.